# Mari-Turek
Mari-Turek (russisch Мари-Турек; Mari Марий Тӱрек, Marij Türek) ist eine Siedlung städtischen Typs in der Republik Mari El (Russland) mit 5164 Einwohnern (Stand 14. Oktober 2010).

## Geographie
Der Ort liegt in der Wolgaregion, gut 100 Kilometer ostnordöstlich der Republikhauptstadt Joschkar-Ola im östlichen Teil der Republik. Durch den Ort führt der Bach Turetschka, der einige Kilometer südöstlich in die Nolja mündet, die über die Urschumka zur Wjatka abfließt.
Mari-Turek ist Verwaltungszentrum des gleichnamigen Rajons Mari-Turek. Zur Stadtgemeinde (Gorodskoje posselenije) Mari-Turek gehört neben der Siedlung noch die zehn umliegenden Dörfer und ländlichen Siedlungen Andrejewski, Engerbal, Kitnemutschasch, Mari-Kitnja, Mari-Scholner, Nischni Turek, possjolok po retschke Nolja, Russki Scholner, Sawodskoi und Werchni Turek.

## Geschichte
Ein Dorf mit Namen Turek wurde erstmals 1699, nach anderen Angaben 1719 erwähnt. Die Bezeichnung turek oder türek ist vom Mari-Wort für Rand oder Randgebiet abgeleitet, denn der Ort lag und liegt nahe der Grenze des Siedlungsgebietes dieser Ethnie. Da auch der Ort selbst vorwiegend von Mari bewohnt war, wurde der Ortsname später erweitert, um ihn vom weiter östlich an der Wjatka gelegenen, seit dem 18. Jahrhundert überwiegend von Russen bewohnten Dorf Russki Turek zu unterscheiden. 1766 wurde eine Kirche errichtet, um den Ort zu einem Zentrum der Christianisierung der in diesem Gebiet noch überwiegend heidnischen Mari zu machen. Ab 1780 gehörte der Ort zum Ujesd Urschum des Gouvernements Kasan und war mit Unterbrechungen Sitz einer Dorfgemeinschaft (Wolost).
In der sowjetischen Periode wurde es nach Gründung der Autonomen Oblast der Mari 1920 (Vorläufer der ASSR der Mari) 1924 Verwaltungssitz eines später in einen Rajon umgewandelten Kantons. 1975 erhielt Mari-Turek den Status einer Siedlung städtischen Typs.

### Bevölkerungsentwicklung
| Jahr | Einwohner |
| ---- | --------- |
| 1905 | 496       |
| 1939 | 1387      |
| 1959 | 1942      |
| 1970 | 3203      |
| 1979 | 4942      |
| 1989 | 6098      |
| 2002 | 5973      |
| 2010 | 5164      |

Anmerkung: ab 1939 Volkszählungsdaten

## Kultur und Sehenswürdigkeiten
Der Ort besitzt ein kleines Heimatmuseum, das nach dem in Mari-Turek geborenen Agrarwissenschaftler und Akademiemitglied Wassili Petrowitsch Mossolow (1888–1951) benannt ist.

## Wirtschaft und Infrastruktur
Mari-Turek ist Zentrum eines Landwirtschaftsgebietes.
Gut zehn Kilometer nordwestlich des Ortes führt die Regionalstraße R 172 vorbei, die Joschkar-Ola, wo sich die nächstgelegene Bahnstation befindet, mit der Kleinstadt Urschum in der benachbarten Oblast Kirow verbindet.